# Dicționarul explicativ al limbii române

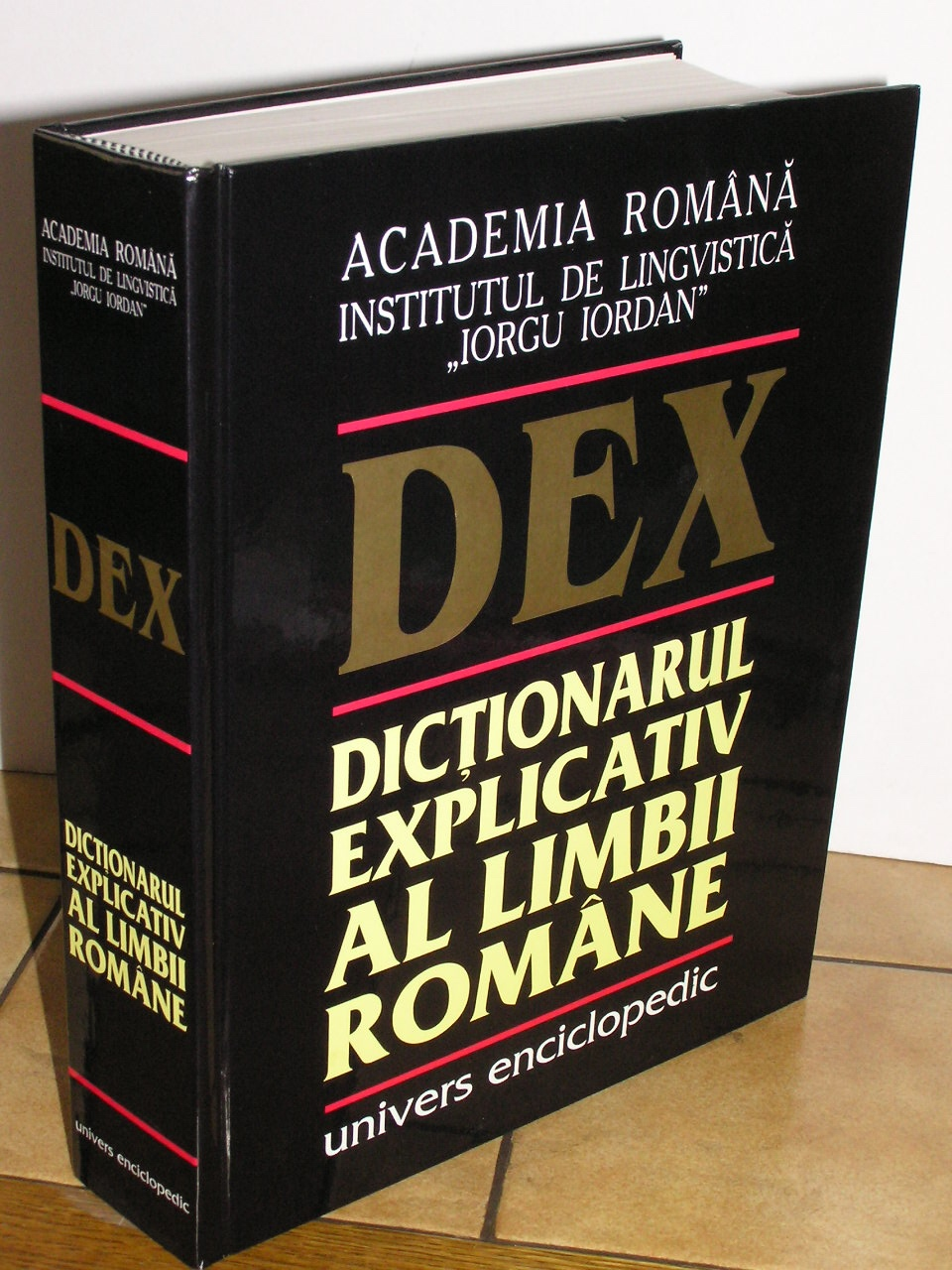
DEX, 1998.

Dicționarul explicativ al limbii române (el Diccionario explicativo de la lengua rumana, conocido con la abreviatura DEX) es el diccionario más importante del idioma rumano, publicado por el Instituto de lingüística de la Academia Rumana (Institutul de Lingvistică "Iorgu Iordan - Al. Rosetti").
Se editó por primera vez en 1975. En 1988 se publicó un suplemento, denominado DEX-S, donde se incluyeron las omisiones de la edición anterior. La segunda edición se publicó en 1996 en las que se incluyeron algunas definiciones nuevas y los cambios en la ortografía producidos en 1993. Esta edición tiene unas 65.000 entradas principales. La tercera edición se publicó en 2009.